# Netelia arabator
Netelia arabator är en stekelart som beskrevs av Delrio 1971. Netelia arabator ingår i släktet Netelia och familjen brokparasitsteklar. Inga underarter finns listade i Catalogue of Life.